# Raw Power
Raw Power este al treilea album de studio al trupei americane de muzică rock, The Stooges. Deși, inițial, nu a fost un succes din punct de vedere comercial, Raw Power a căpătat statutul de album cult în anii ce au urmat și, ca și predecesorul său (Fun House din 1970), este considerat un important material în dezvoltarea muzicii punk rock. 

## Tracklist
1. "Search and Destroy" (3:29)
2. "Gimme Danger" (3:33)
3. "Your Pretty Face Is Going to Hell" (4:54)
4. "Penetration" (3:41)
5. "Raw Power" (4:16)
6. "I Need Somebody" (4:53)
7. "Shake Appeal" (3:04)
8. "Death Trip" (6:07)

- Toate cântecele au fost scrise de Iggy Pop și James Williamson.

## Single
- "Search and Destroy" (1973)

## Componență
- Iggy Pop - voce
- James Williamson - chitară
- Ron Asheton - bas, voce de fundal
- Scott Asheton - tobe